# Sunmi
Lee Sun-mi (en hangul, 이선미; en hanja, 李宣美; romanización revisada, I Seon-mi; McCune-Reischauer, Ri Sŏnmi; Iksan, Jeolla del Norte, 2 de mayo de 1992), más conocida como Sunmi, es una cantautora, bailarina y modelo surcoreana. Debutó en 2007 como integrante del grupo Wonder Girls, pero dejó el grupo en enero de 2010 para seguir con sus estudios académicos. Después de permanecer inactiva por tres años en la escena musical, Sunmi retomó su carrera como solista en agosto de 2013 con su miniálbum Full Moon, y reintegrándose al grupo en 2015. Es conocida además por sus exitosos lanzamientos como solista, siendo el más reciente de ellos, «You Can't Sit With Us». Actualmente, está bajo el sello Abyss Company (antes llamado MakeUs Entertainment) en donde se desempeña como solista.

## Primeros años
Asistió a Hwangnam Elementary School, Chungdam Middle School y Chungdam High School, y luego se especializó en teatro musical en la Universidad Dongguk.
Sunmi reveló en un episodio de Talkmon en 2018 que primero decidió convertirse en una celebridad cuando tenía 12 años, después de que su padre ingresó en el hospital debido a complicaciones de la tuberculosis pulmonar. Se inspiró en BoA, que debutó a la edad de 13 años, y fue para ella «la forma más rápida de ganar dinero» para cuidar a su madre y sus dos hermanos menores. Sunmi fue a Seúl para audicionar y se convirtió en aprendiz de JYP Entertainment a los 14 años, aunque su padre falleció tres meses antes de su debut con Wonder Girls.  Más tarde adoptó el apellido de su padrastro Lee mientras estaba en la universidad y fusionó su nombre de pila y apellido originales, convirtiéndose en Lee Sun-mi.

## Carrera

### 2004-16: Inicios de carrera y debut como solista
Sunmi fue descubierta por JYP Entertainment mientras asistía a la primaria, y fue reclutada por la agencia a mediados de 2004. Tras entrenar por un año y seis meses, fue seleccionada para debutar en el grupo Wonder Girls, siendo la cuarta miembro del grupo. Luego se mudó, vivió y entrenó por un año con las demás miembros del grupo, lo que hace que su período de entrenamiento conste de dos años y medio. Luego de más de un año de entrenamiento, su agencia decidió que ya era hora de que el grupo debutara. Antes de debutar, el grupo participó en un reality show llamado MTV Wonder Girls, en el cual se seguía a las miembros mientras se preparaban para su debut. El show fue transmitido en 2007. Contando en la formación final del grupo con Sunye, Yeeun, Sohee, Hyuna y Sunmi; Wonder Girls hizo finalmente su debut el 10 de febrero de 2007, en el programa Show! Music Core de MBC Music, con el sencillo «Irony». El sencillo debut del grupo, The Wonder Begins, fue lanzado el 13 de febrero de 2007, el cual incluía además el sencillo «Irony». El 22 de enero del 2010, JYP Entertainment anunció a través de un comunicado oficial, que Sunmi abandonaría el grupo para dedicarse a sus estudios académicos. JYP mencionó que no se mantendría alejada del medio artístico y que su salida no era oficial, por lo que se convirtió en miembro inactiva del grupo. Tiempo después se dio a conocer que la decisión del receso de Sunmi fue en parte a la presión que su madre ejercía sobre ella, pues al encontrarse viviendo en Estados Unidos, las chicas tuvieron que hacer una pausa en sus estudios y su madre quería que ella continuara con sus estudios. Sunmi además mencionó que luego de haber pasado por un mal período económico en su familia que le impidió seguir con sus estudios; ahora que podía volver a hacerlo, no quería desaprovechar la oportunidad. Luego regresó a su país natal y retomó sus estudios de preparatoria. El 11 de febrero de 2011, se dio a conocer de que había ingresado a la Universidad Dongguk, en donde se especializó en la carrera de artes escénicas. El 5 de agosto de 2013, tras tres años de inactividad, un representante de JYP Entertainment confirmó que Sunmi estaría regresando pronto a la industria de la música como solista, convirtiéndose en la primera cantante-bailarina femenina de la agencia. 

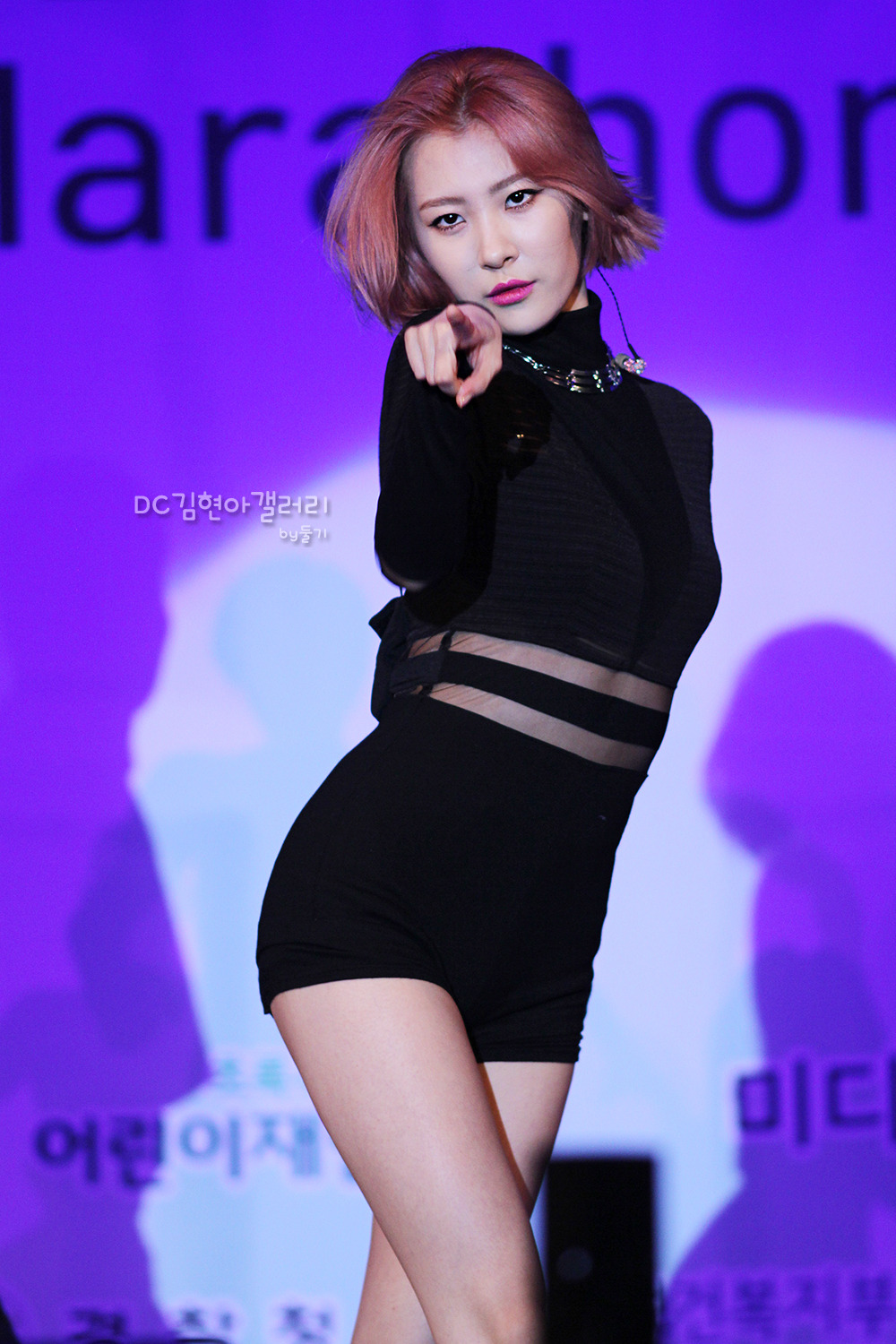
Sunmi en el Green Ribbon Marathon Hope Concert, el 29 de septiembre de 2013.

 El 12 de agosto, JYP Entertainment reveló tres fotos teaser de Sunmi, en donde se la mostraba con cabello corto de color rosado, un simple atuendo blanco con un texto en negro, un texto en coreano que decía «24 hours is not enough» («24 horas no son suficiente»), además de confirmar que el vídeo musical del sencillo sería lanzado el 20 de agosto, y luego de forma digital el 26 de agosto. El 13 de agosto se reveló un vídeo teaser del videoclip, en donde se mostraba a Sunmi sentada mientras observaba un reloj, y luego estando junta con un hombre. El 15 de agosto se reveló un segundo vídeo teaser del vídeo musical, en donde se mostraba a Sunmi bailando tango en brazos de un hombre, mientras cantaba el estribillo de la canción. El 20 de agosto, fue lanzado finalmente el vídeo musical de «24 Hours», un tema pop-tango producido por J.Y. Park con un concepto altamente sensual, totalmente diferente a lo que Sunmi hacía en Wonder Girls. Tuvo su debut en el escenario el 23 de agosto, presentando «24 Hours» en M! Countdown de Mnet. El 26 de agosto, fue liberado el sencillo de forma digital. El sencillo fue todo un éxito y tuvo una reacción positiva, logrando el primer lugar en muchas listas coreanas, como Mnet, Melon, Soribada, entre otras.
El 31 de enero del 2014, un representante de Sunmi anunció que ella estaría haciendo su regreso a mediados de febrero, con el lanzamiento de su primer miniálbum, el cual contendría cinco o seis canciones nuevas, además de mencionar que probablemente el sencillo principal del álbum sería producido por J.Y. Park. Su agencia confirmó luego que la fecha de la publicación del disco, sería el 17 de febrero. El 6 de febrero, Sunmi reveló dos fotos teaser de su regreso, en donde en la primera aparecía sentada en una habitación oscura que estaba siendo iluminada por una gran luna, y en la segunda aparecía sentada en un techo, mientras una luna llena brillaba sobre ella: además de que ambas fotos revelaban el título del miniálbum, Full Moon. Durante los siguientes días, Sunmi reveló tres imágenes más, y la lista de canciones del EP, en donde se confirmaba que el sencillo promocional del disco sería «Full Moon». Entre el 11 y 13 de febrero, se revelaron además dos vídeos teaser del vídeo musical, en donde mostraba un concepto de vampiro. El 17 de febrero, fue lanzado finalmente el video musical de «Full Moon», el cual estaba producido por Brave Brothers y era una colaboración en la que también participaba la rapera novata Lena; junto con el miniálbum, el cual contenía colaboraciones de Sunmi con artistas de JYP como Jackson de Got7 y algunas de sus compañeras de Wonder Girls, además de que también incluía su sencillo de debut, «24 Hours». Tuvo su regreso a los escenarios el 20 de febrero en M! Countdown. Tanto el miniálbum como el sencillo obtuvieron un muy buen recibimiento por parte del público, llegando a la cima de varias listas de música importantes de Corea. El sencillo obtuvo el segundo lugar muchas veces en los programas de música, pero no fue hasta el 2 de marzo en Inkigayo de SBS cuando obtuvo su primera victoria en un programa de música con «Full Moon», siendo además su primera victoria y su primer premio en su carrera de solista. El 24 de junio de 2015, JYP Entertainment confirmó a OSEN que Wonder Girls estaría haciendo su regreso en agosto luego de tres años de inactividad, y que además Sunmi se reincorporaría al grupo. Luego se confirmó que el grupo cambiaría su concepto y pasaría a ser de un grupo «Idol Dance» a un grupo «Idol Band», en el Sunmi estaba a cargo del bajo. Además de confirmar de que su regreso sería el 3 de agosto. El 20 de julio, se reveló el primer teaser del regreso, en donde aparecía Sunmi frente a un amplificador, tocando un bajo. Para el nuevo álbum, Sunmi compuso dos canciones, las cuales son «Rewind» y «When Love Is About To Leave».

### 2017-presente:Warningy  gira mundial
A inicios del 2017, se informó que los contratos de las miembros de Wonder Girls estaban por expirar, generando una gran serie de rumores que indicaban que las miembros planeaban cambiarse de agencia, y luego de que el póster del grupo fuera removido del edificio de JYP Entertainment, se lanzaron aún más especulaciones de una posible disolución del grupo. El 26 de enero, JYP Entertainment anunció oficialmente la separación del grupo, declarando: «La decisión ha sido tomada después de muchas conversaciones entre los miembros y la agencia». También fue anunciado que Sunmi decidió no renovar contrato con JYP Entertainment y que dejaría la agencia, al igual que la miembro Yeeun. El grupo lanzó el 10 de febrero un último sencillo, titulado «Draw Me», como agradecimiento a los fanes y como despedida, además de que fue lanzado el día del décimo aniversario del grupo.

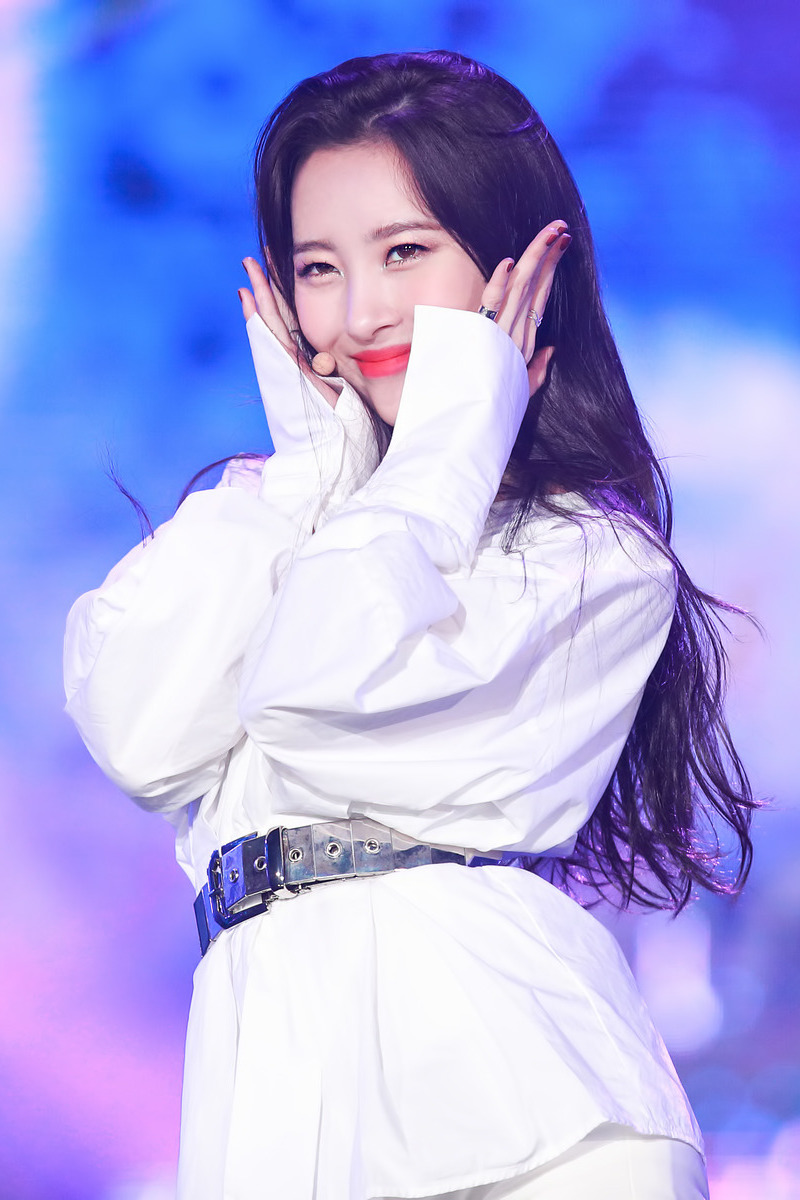
Sunmi en el Korea Music Festival, el 1 de octubre de 2017.

El 14 de marzo, se confirmó que Sunmi había firmado un contrato con la agencia MakeUs Entertainment como solista. MakeUs es la agencia de cantantes de talento como Park Won y Urban Zakapa. Una fuente de la agencia explicó: «Le apoyaremos totalmente con un ambiente musical correcto para ayudarle a fortalecerse como músico». También compartieron una imagen con el mensaje «Welcome SunMi» en sus redes sociales para dar la bienvenida a su nueva cantante. Por su parte, Sunmi comentó: «En mi nueva agencia me esforzaré en mi música y mostraré a todos un nuevo lado de mí misma. Antes de eso, me gustaría dar las gracias a mi anterior agencia, fanes y conocidos por su apoyo.» El 24 de julio, su agencia anunció que ella estaría haciendo su regreso como solista en agosto, luego de que fuertes rumores se difundieran a fines de mayo sobre su regreso. El 10 de agosto, MakeUS Entertainment reveló el primer teaser, en donde confirmaba que Sunmi regresaría el 22 de agosto con una canción titulada «Gashina», la cual había sido producida por The Black Label, además de que Sunmi había participado en la escritura de letras de la canción. Durante los siguientes días, Sunmi reveló más teasers, hasta que el 18 de agosto se reveló el primer teaser del vídeo musical, en donde se mostraba a Sunmi bebiendo un batido en un restaurante vacío, para que momentos después empezara a bailar de forma muy expresiva, además de que se escuchaba de fondo un pequeño fragmento de la canción. El 21 de agosto, Sunmi reveló un video teaser adicional. El 22 de agosto, fue lanzado finalmente el videoclip de «Gashina». Sunmi tuvo su regreso a los escenarios el 24 de agosto en M Countdown. La canción obtuvo un excelente recibimiento por parte del público, posicionándose en un principio en el puesto número 1 en las listas de Genie y Bugs, en el puesto número 2 en Soribada, y el puesto número 3 en Melon, Mnet y Naver. Tiempo después, la canción empezó a obtener mucho más reconocimiento y fama, lo que la llevó a colocarse en el primer puesto de Gaon Digital Chart y en el Gaon Download Chart, y el puesto número 2 en el Gaon Streaming Chart. Además, la coreografía de la canción se volvió viral y fue recreada por muchos artistas coreanos. Todo esto fue lo que la llevó a conseguir su primera victoria en un programa musical, ganando el primer lugar el 3 de septiembre en Inkigayo de SBS. Luego de esta primera victoria, obtuvo varias más, terminando así su período de promociones de «Gashina» con un total de cinco victorias en programas musicales y una «triple corona» en Inkigayo, concluyendo la canción en un éxito.
Sunmi regresó con un sencillo titulado «Heroine» el 18 de enero de 2018. Ella describió la canción como una precuela de «Gashina». El 4 de septiembre, Sunmi lanzó su segundo EP titulado Warning, junto con el sencillo «Siren». La canción recibió un all kill en seis listas musicales. Warning fue nombrado el tercer mejor álbum de K-pop de 2018 por Billboard y Bravo. De febrero a junio de 2019, Sunmi realizó su primera gira mundial titulada Warning. En medio de la gira, el 4 de marzo, lanzó un sencillo titulado «Noir». Después de finalizar la gira mundial, lanzó su sencillo «Lalalay» el 27 de agosto. Seis meses después, lanzó la banda sonora «Gotta Go» para el drama XX de MBC. El 21 de mayo de 2020, se reveló que Sunmi haría su regreso en junio. Ocho días después, se anunció que la cantante protagonizaría su primer programa de variedad en compañía de sus dos hermanos menores. Sunmi regresó el 29 de junio con el lanzamiento de «Pporappippam». Sunmi lanzó su nuevo álbum sencillo, Tail, el 23 de febrero de 2021.

## Estilo musical
Sunmi es conocida en la industria del K-pop por haber creado su propio estilo musical llamado «Sunmi-pop». Mantiene las influencias principales del K-pop como pop, rock, jazz, música de baile electrónica, música tradicional coreana, además de elementos retro y city pop mezclados con la propia identidad musical definida de Sunmi.
Este concepto fue mencionado por primera vez por Sunmi en Yu Hee Yeol's Sketchbook a principios de 2018. Más adelante en el año, en una entrevista para el canal de YouTube de 1TheK publicada en septiembre de 2018, reveló una vez más que su objetivo personal era crear su propio estilo musical que lleve su nombre. La entrevista fue publicada en un momento coincidiendo con el lanzamiento de Warning y se refirió al EP recién publicado como «un escalón desde el que [ella] puede construir [su] propio estilo musical».
Cinco meses más tarde, una semana antes del lanzamiento de su sencillo «Noir», mencionó una vez más su objetivo personal durante una entrevista detallada para Billboard Korea, con la esperanza de que su estilo musical se convirtiera en algo que pudiera inspirar a otros artistas. Después del lanzamiento de su sencillo «Noir», los fanes de todo el mundo comenzaron a reconocer la propia identidad musical de Sunmi usando por primera vez la palabra «Sunmi-pop» en unos pocos tuits de elogio, aunque el término se volvió más común en las redes sociales solo después de que los fanáticos de Sunmi respondieron con el nuevo término a un tuit publicado por la propia Sunmi. A pesar de que el tuit en sí no mencionaba el término, el apoyo de los fanes hizo posible, en mayo de 2019, que los medios de comunicación coreanos y los actores de la industria reconocieran oficialmente la palabra «Sunmi-pop» y la implementaran en artículos y en espectáculos de variedades por primera vez para describir la música de Sunmi, informando que ella creó su propio estilo aplicando sus habilidades en la escritura, composición y presencia escénica en sí misma.
El 30 de mayo de 2019, en Londres, justo antes de subir al escenario para la primera fecha de la etapa europea del Wanring World Tour, un entrevistador de Yonhap News dio a conocer a Sunmi que un término para describir su estilo musical ya había sido acuñado como «Sunmi-pop». Así, el término ganó su oficialidad y el 21 de agosto de 2019, su agencia Abyss Company también reconoció el término acuñado después de compartir un artículo de Naver News que dedicó una sección al «género Sunmi, Sunmi-Pop» en previsión de su regreso con «Lalalay».

## Filantropía
Sunmi a menudo realiza donaciones de caridad a diversas organizaciones benéficas, hospitales y orfanatos en todo Corea.

## Discografía

### EP
- 2014: Full Moon
- 2018: Warning
- 2021: 1/6

## Filmografía

### Dramas
| Año  | Título                    | Canal   | Papel      | Notas           | Ref.   |
| ---- | ------------------------- | ------- | ---------- | --------------- | ------ |
| 2015 | Producers                 | KBS2    | Ella misma | Aparición corta | [ 70 ] |
| 2018 | YG Future Strategy Office | Netflix | Ella misma | Aparición corta | [ 71 ] |
| 2020 | XX                        | MBC TV  | Clienta    | Aparición corta | [ 72 ] |

### Programas de variedad
| Año  | Título             | Canal  | Notas | Ref.                 |
| ---- | ------------------ | ------ | --- | -------------------- |
| 2014 | Fashion King Korea | SBS TV | Concursante | [ 73 ]               |
| 2018 | Secret Unnie       | JTBC   | con Seulgi (episodio 3-9) con Hyoyeon y Han Chae-young (episodio 9) con Han Chae-young, Seulgi y Yeri (episodio 16) | [ 74 ] [ 75 ] [ 76 ] |
| 2020 | Running Girls      | SBS    | miembro |                      |
| 2021 | Girls Planet 999   | MNET   | Planet Master | [ 77 ]               |

## Giras
- 2019: Warning